# Associazione Sportiva Petrarca Scherma
L'Associazione Sportiva Petrarca Scherma è una società di scherma nata a Padova nel 1968 ed è affiliata alla Federazione Italiana Scherma.

## Storia
Venne costituita grazie all'impegno di Vincenzo Pinton, Mauro Racca e Carlo Turcato, quale sezione dell'Unione Sportiva Petrarca. La prima palestra fu costruita a fianco del Palasport e dello Stadio Tre Pini, sul terreno del collegio Antonianum dei gesuiti, fondatori dell'Unione Sportiva.
Come maestro fu chiamato il polacco Ryszard Zub, plurimedagliato ad olimpiadi e campionati mondiali. Grazie a lui in questa società si formarono atleti che vestirono la maglia azzurra, tra i quali Marco Marin, Gianfranco Dalla Barba, Giovanni Battista Coletti, Gianni Ferraro e Attilio Calatroni. I successi ottenuti con il Petrarca avrebbero portato Zub a diventare allenatore della Nazionale Italiana di sciabola e ad aprire un significativo ciclo di vittorie per i colori azzurri, dopo un periodo di appannamento della disciplina. Per i risultati nazionali conseguiti nelle varie categorie, il Petrarca si è classificato tra i primi dieci club schermistici italiani nel “Gran Premio Società”.
In seguito, anche la sezione femminile ha ottenuto importanti risultati in campo internazionale, in particolare con la sciabolatrice padovana Anna Ferraro. Nel 1999 è stata inaugurata la nuova palestra dell'associazione situata alla Guizza, rione periferico cittadino. A seguito dell'affiliazione al Comitato Italiano Paralimpico, sono iniziati i corsi di scherma in carrozzina per gli atleti diversamente abili.

## Principali medaglie internazionali degli schermitori del Petrarca

### Giochi olimpici
- 1976 - Olimpiadi di Montreal
  - Giovanni Battista Coletti e Attilio Calatroni, medaglia d'argento nel fioretto a squadre
- 1984 - Olimpiadi di Los Angeles
  - Gianfranco Dalla Barba e Marco Marin, medaglia d'oro nella sciabola a squadre; Marin anche medaglia d'argento nell'individuale
- 1988 - Olimpiadi di Seul
  - Gianfranco Dalla Barba e Marco Marin, medaglia di bronzo nella sciabola a squadre
- 1992 - Olimpiadi di Barcellona
  - Marco Marin, medaglia d'argento nella sciabola individuale
- 2000 - Olimpiadi di Sidney
  - Matteo Zennaro, medaglia di bronzo nel fioretto a squadre

### Campionati mondiali
- 1975 - Campionato mondiale di Budapest
  - Giovanni Battista Coletti e Attilio Calatroni, medaglia di bronzo nel fioretto a squadre
- 1977 - Campionato mondiale di Buenos Aires
  - Giovanni Battista Coletti e Attilio Calatroni, medaglia d'argento nel fioretto a squadre
- 1978 - Campionato mondiale di Amburgo
  - Gianfranco Dalla Barba, medaglia di bronzo nella sciabola a squadre
- 1979 - Campionato mondiale di Melbourne
  - Gianfranco Dalla Barba, medaglia d'argento nella sciabola a squadre
- 1982 - Campionato mondiale di Roma
  - Gianfranco Dalla Barba e Marco Marin, medaglia d'argento nella sciabola a squadre
- 1983 - Campionato mondiale di Vienna
  - Gianfranco Dalla Barba e Marco Marin, medaglia di bronzo nella sciabola a squadre; Dalla Barba anche argento nell'individuale
- 1993 - Campionato mondiale di Essen
  - Marco Marin, medaglia d'argento nella sciabola a squadre
- 1995 - Campionato mondiale dell'Aia
  - Marco Marin, medaglia d'oro nella sciabola a squadre
- 1999 - Campionato mondiale di Seul
  - Anna Ferraro, medaglia d'oro nella sciabola a squadre e medaglia di bronzo nell'individuale
  - Matteo Zennaro, medaglia d'argento nel fioretto individuale
- 2000 - Campionato mondiale di Budapest
  - Anna Ferraro, medaglia d'argento nella sciabola a squadre